# Calentita
Calentita é o prato “nacional” de Gibraltar, significa “quentinha” e, segundo algumas fontes, apareceu no século XVI. No século XXI, representa igualmente o nome dum festival de gastronomia que acontece no exclave todos os anos.  
Trata-se dum empadão de farinha de grão de bico misturada com água, sal e pimenta preta, assado no forno, dentro dum recipiente bem untado com azeite, e servido quente. 